# Bob Pettit
Bob Pettit (Baton Rouge, Louisiana, 12 de desembre de 1932) és un basquetbolista estatunidenc retirat. Jugà 11 anys a l'NBA, des del 1954 al 1965, tots ells als Milwaukee/St. Louis Hawks. Pettit destaca per ser el guanyador del primer premi a l'MVP de l'NBA de la història, el 1956; tornà a conquerir el guardó l'any 1959. A més, fou escollit fins a quatre vegades MVP de l'All-Star Game, un rècord que comparteix amb Kobe Bryant. Amb els Hawks, Pettit jugà quatre Finals de l'NBA, totes elles contra els Boston Celtics, de les quals en guanyà una, el 1958, en què hi tengué un paper crucial.
El 1970, Pettit fou inserit al Basketball Hall of Fame. Fou escollit, a més, com un dels 50 millors jugadors de la història de l'NBA l'any 1996.